# بالداساره کاستیلیونه
بالداساره کاستیلیونه (به ایتالیایی: Baldassare Castiglione) نویسنده، دیپلمات و دولتمرد ایتالیایی در سدهٔ ۱۶ میلادی بود.
بیشتر شهرتش بخاطر نگارش «کتاب درباری» (به ایتالیایی: Il Libro del Cortegiano) است که در آن نحوه زندگی و آدابِ معاشرت صحیح درباری را به رشته تحریر درآورده.
وی در سال ۱۵۲۹ میلادی در شهر تولدوی اسپانیا چشم از جهان فروبست.